# Palaeochrysophanus candissima
Palaeochrysophanus candissima är en fjärilsart som beskrevs av Pfeiffer 1937. Palaeochrysophanus candissima ingår i släktet Palaeochrysophanus och familjen juvelvingar. Inga underarter finns listade i Catalogue of Life.